# Nouruz

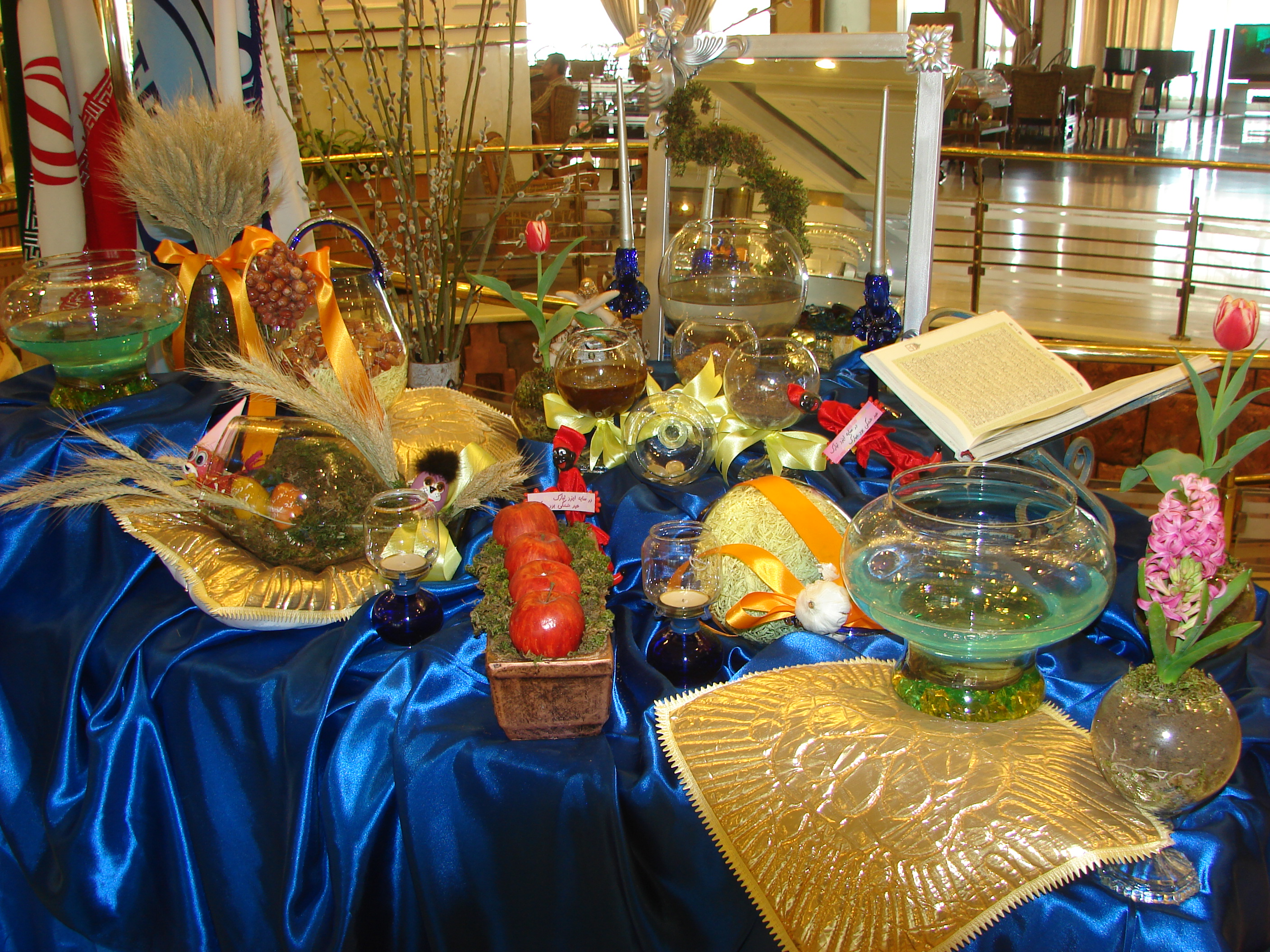
Stół z tzw. haft sin, siedmioma symbolicznymi przedmiotami, mającymi przynieść szczęście w nowym roku.

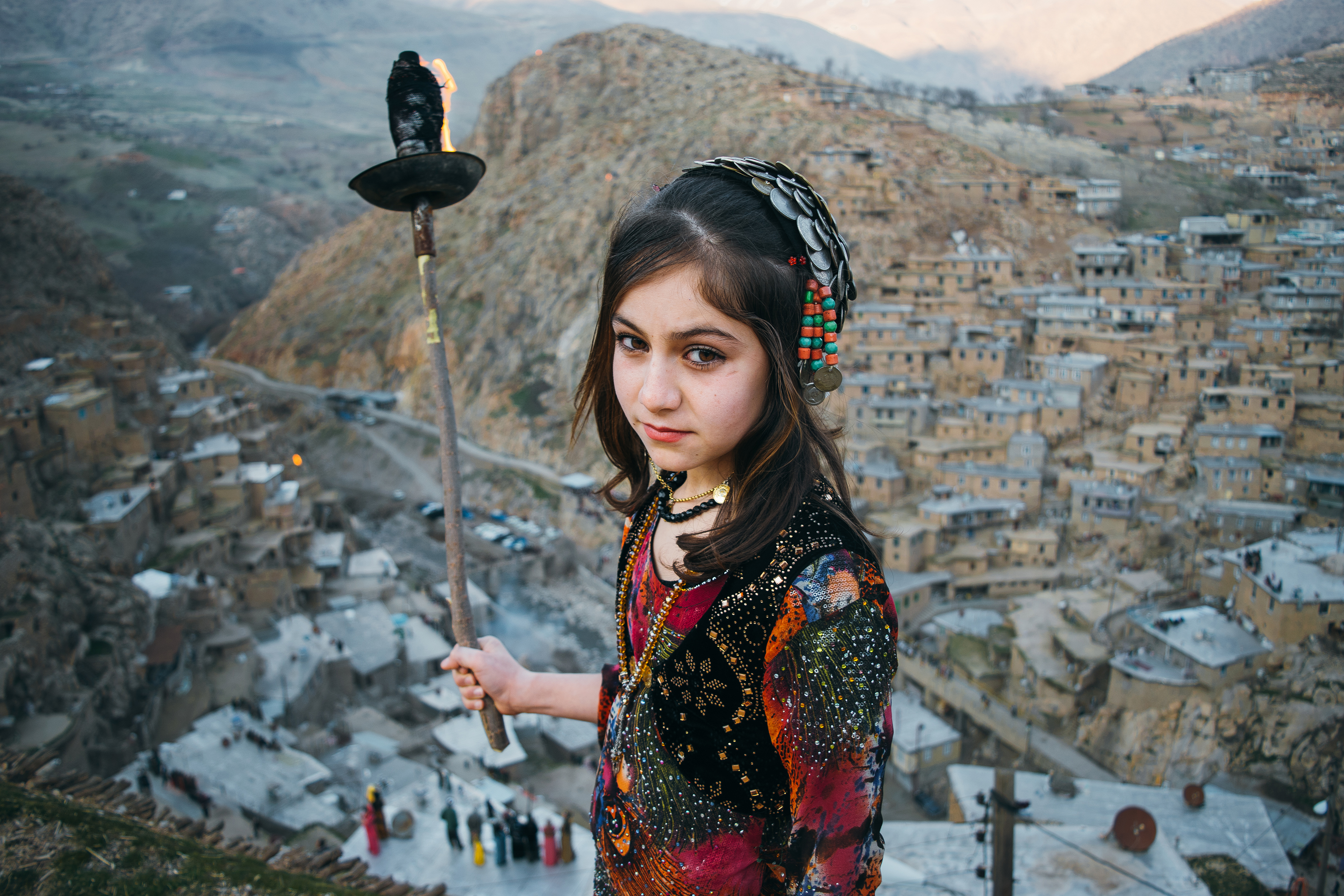
Kurdyjka przygotowuje się do Nowruz

Nouruz (pers. ‏نوروز‎, czyli „nowy dzień”; wersje w innych językach zapisywane jako Nevruz, Newroz, Navruz, Nowruz, Naurız, Nooruz, Novruz, Navrez) – tradycyjne irańskie święto nowego roku, obchodzone w dniu równonocy wiosennej, od 2010 obchodzone na arenie międzynarodowej (ang. International Nowruz Day).

## Historia
Pierwotnie związane było z tradycją zaratusztriańską. W czasach Achemenidów święto było okazją do złożenia hołdu królowi perskiemu przez delegacje wszystkich ludów wchodzących w skład Imperium Perskiego. Ceremonie odbywały się w Persepolis.
Nazwa święta pochodzi z języka staroperskiego od słów nava (nowy) i rəzaŋh (dzień), i zachowuje swoje znaczenie również we współczesnym języku perskim نو روز nouruz. Obecnie święto Nouruz oprócz Iranu jest obchodzone także w Albanii, Afganistanie, Tadżykistanie, Azerbejdżanie, Turkmenistanie, Kazachstanie, Tatarstanie, Sudanie, Indiach, Pakistanie, Bangladeszu, Bhutanie, Nepalu i Tybecie, na Zanzibarze, w wielu regionach Bliskiego Wschodu, Bałkanów, Kaukazu, a także w części Chin i Ameryki Północnej. W Kurdystanie obchodzony jako Newroz.
10 maja 2010 zostało proklamowane przez Zgromadzenie Ogólne ONZ rezolucją A/RES/64/253, jako święto międzynarodowe i obchodzone jest 21 marca. W 2009 roku Nouruz zostało wpisane na listę niematerialnego dziedzictwa UNESCO.